# 레드 라이노 레코드
레드 라이노 레코드(영어: Red Rhino Records) 또는 줄여서 레드 라이노는 영국의 독립 음반사로 동명의 레코드 샵과 도매상을 운영하고 있던 토니 코스트르제바(Tony Kostrzewa, 일명 Tony K)와 그의 아내인 제리가 만들었다. 영국의 협동 조합 음반 유통 조직으로 음반 가게에 대한 유통을 처리하기 위해 여러 소규모 독립 음반사들이 설립한 카르텔의 일부였다.

## 역사
1970년대 말 요크에 설립된 회사는 1980년대 초반까지 독립적으로 제작된 음악의 성장과 함께 도매 부분이 별도의 법인까지 운영될 정도로 사업을 확장했다. 또한 메인 음반사와 병행해 스크리밍 레드 뮤직이라는 소규모 음악 출판사 및 자회사 레이블인 에디스타와 레드 라이노 유럽을 개발했으며, 후자는 프론트 242, 버트홀 서퍼스의 발매로 유명하다. 이 레이블은 1988년 레드 라이노 디스트리뷰션의 재정 붕괴와 함께 문을 닫았으며, 자회사 레이블인 레드 라이노 유럽은 플레이 잇 어게인 샘의 자회사로서 RRE 레코드(RRE Records)라는 이름만 간간이 쓰이며 명맥을 이어갔다.

## 유명 작품
| 연도 | 음악가              | 작품                                 | 영국 인디 |
| ---- | ------------------- | ------------------------------------ | --------- |
| 1982 | 조비에트 프랑스     | Untitled album by :$OVIET:FRANCE:    | –         |
| 1983 | 펄프                | It                                   | –         |
| 1984 | 스켈레탈 패밀리     | Burning Oil                          | 1         |
| 1985 | 레드 로리 옐로 로리 | Talk about the Weather               | 3         |
| 1985 | 조비에트 프랑스     | Popular Soviet Songs and Youth Music | –         |
| 1986 | 레드 로리 옐로 로리 | Paint Your Wagon                     | 3         |